# Wood River (Illinois)
Wood River è un comune degli Stati Uniti d'America, situato in Illinois, nella Contea di Madison.